# Villa Lascaris
Villa Lascaris è una villa in stile impero fatta costruire tra il 1811 e il 1815 dal marchese Agostino Lascaris di Ventimiglia come sua residenza. La villa fu realizzata sul sito del castello di Pianezza in provincia di Torino, acquisito dal marchese nel 1798.
Venne arricchito il portone monumentale d'ingresso con rilievi di Giovanni Calvetti.
 All'interno del giardino si trovano vecchi resti dell'antico castello tra i quali la galleria denominata "Maria Bricca" ed una torretta: quando a fine '800 la Villa venne donata alla Curia di Torino, si installò la statua di San Massimo, primo Vescovo della città. All'interno del parco, grande circa 40.000 m2, è stata costruita una fontana, successivamente interrata.
La Sala più importante della Residenza è la Sala del Biliardo, l'antica Sala del Trucco, con affreschi di Fabrizio Sevesi e Luigi Vacca, a trompe l'oeil di personaggi importanti del passato, tra i quali Cristoforo Colombo e Andrea Doria, visto il legame della famiglia Lascaris con la città di Genova.